# Deputado federal

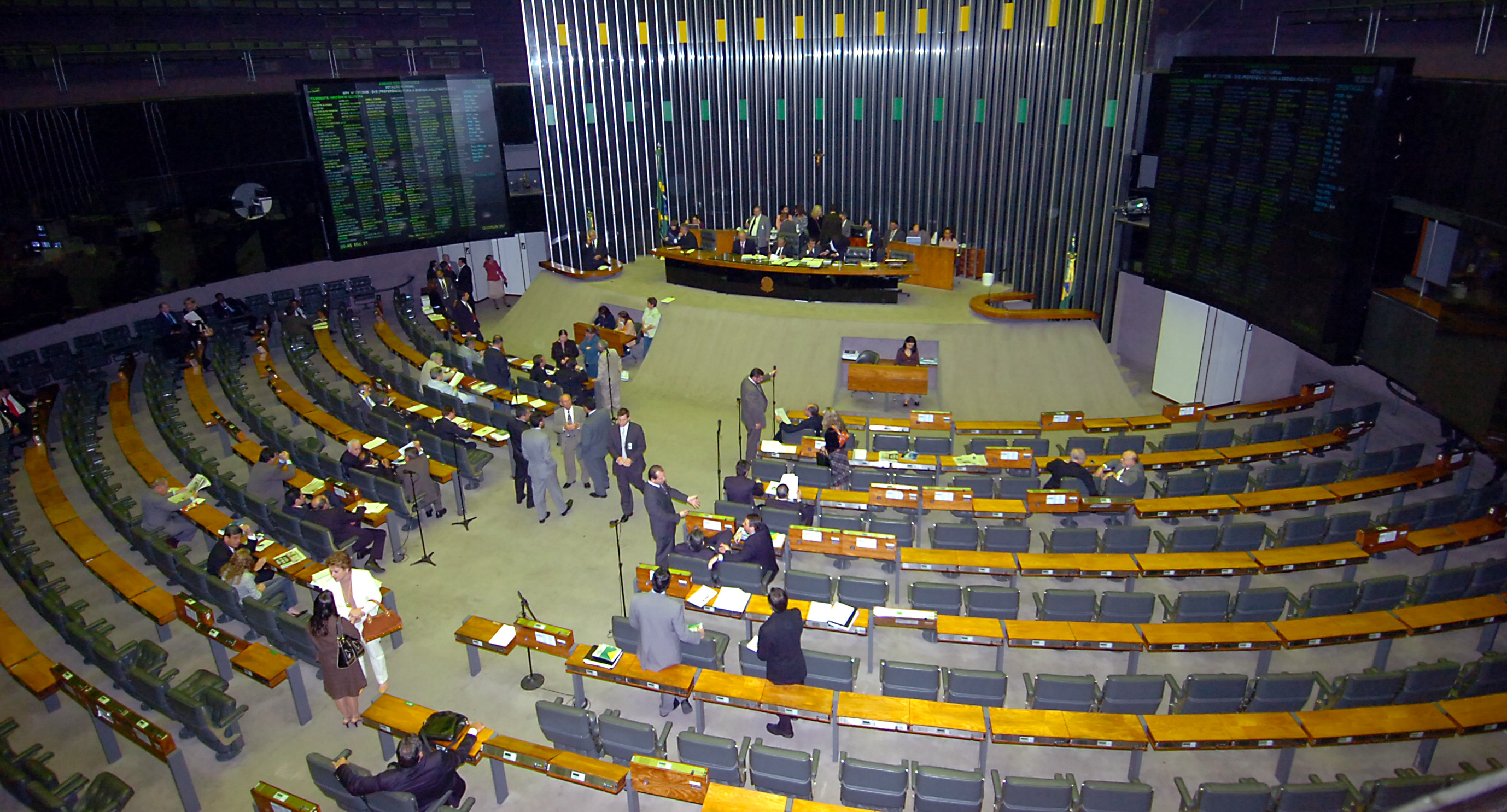
Plenário da Câmara dos Deputados, no Palácio do Congresso Nacional

Deputado federal é o representante eleito para a Câmara dos Deputados, uma das duas casas do poder legislativo federal no Brasil.
De acordo com a Constituição Federal do Brasil de 1988, é o representante nacional popular, eleito por voto direto. O mandato é de quatro anos, podendo o candidato concorrer a sucessivas reeleições. Qualquer pessoa pode ser eleita para deputado, desde que tenha 21 anos completos, seja filiada a um partido político e obtenha a quantidade mínima de votos.
Compete ao deputado federal o ato de legislar e manter-se como guardião fiel das leis e dogmas constitucionais nacionais, inclusive podendo propor, emendar, alterar, revogar, derrogar leis, leis complementares, emenda à Constituição Federal e propor emenda para a constituição de um novo CC (Congresso Constituinte) para confecção de nova Constituição.
No tempo do Império do Brasil (1822-1889), os deputados gerais eram os agentes políticos da Câmara dos Deputados - equivalentes aos atuais deputados federais.

## História

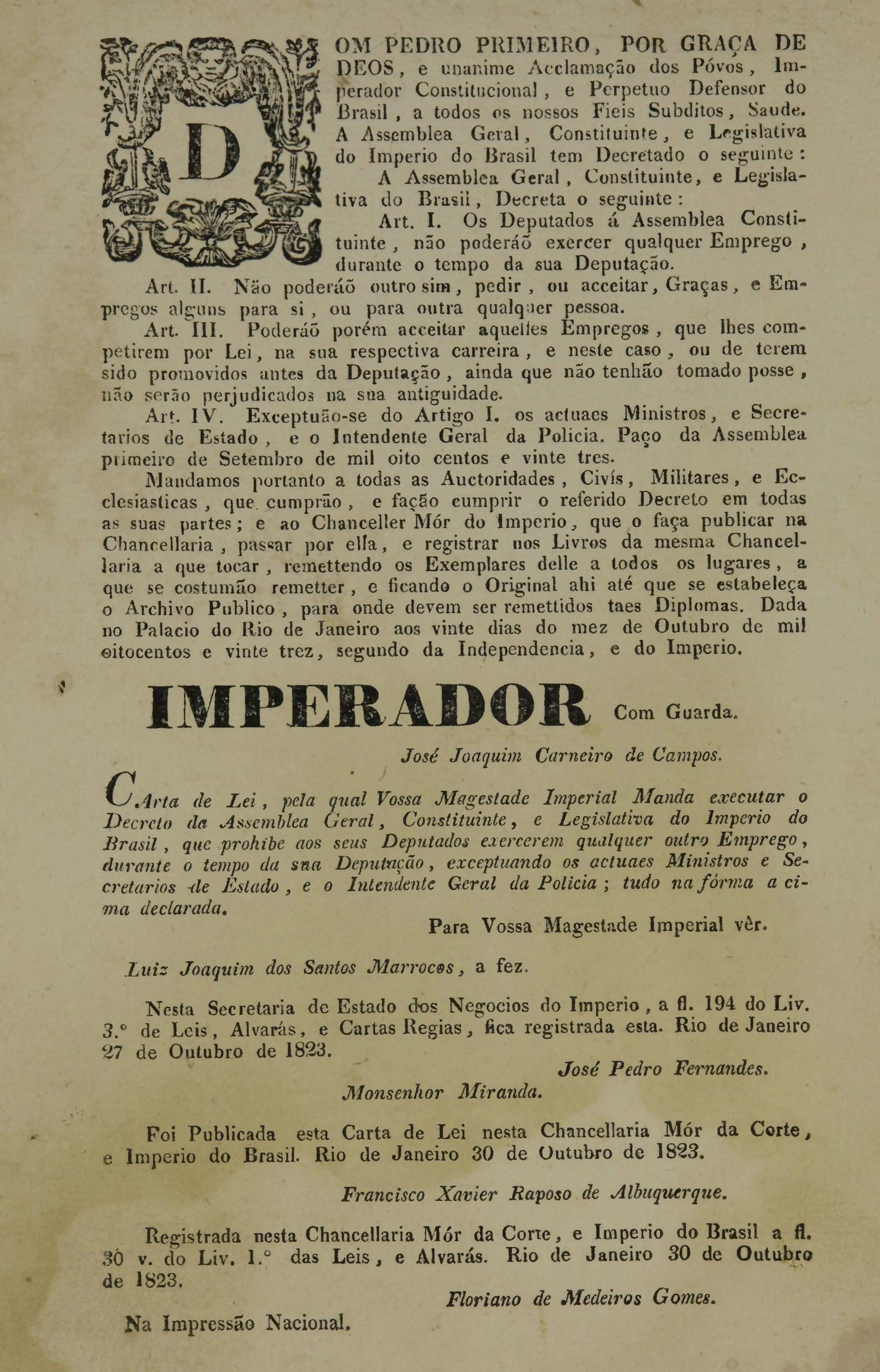
Lei do Congresso Nacional do Império do Brasil, sancionada por Dom Pedro I em 20 de outubro de 1823, que proíbe que deputados tivessem outro emprego durante o mandato, salvo os permitidos em lei

Em 7 de março de 1821, no Rio de Janeiro, o rei D. João VI expediu um decreto que "manda proceder a nomeação dos deputados às Cortes portuguesas, dando instruções a respeito". Em 23 de março é comunicada a retirada de Sua Majestade para Portugal e fica determinado, também, que "sem perda de tempo, se façam as eleições dos deputados para representarem o Reino do Brasil nas Cortes Gerais Extraordinárias e Constituintes da Nação Portuguesa, convocadas em Lisboa".
As Cortes Gerais, Extraordinárias e Constituintes da Nação Portuguesa são instaladas somente com os deputados de Portugal e que se achavam em Lisboa, excluídos os representantes ainda ausentes ou não-eleitos dos domínios ultramarinos da América, África e Ásia. No dia 26 de janeiro de 1821 teve lugar a instalação do Congresso Constituinte, que só encerraria os seus trabalhos legislativos no dia 4 de novembro de 1822.
A s eleições dos primeiros deputados do Brasil foram atrasadas e obedeceram ao decreto e às instruções expedidas em 7 de março de 1821, todas as províncias brasileiras existentes na época – então Reino Americano Unido à Monarquia Portuguesa – fazem a escolha de seus representantes para as Cortes Gerais, Extraordinárias, e Constituintes da Nação Portuguesa. São eleitos 97 deputados (inclusive suplentes), procuradores e delegados, mas somente 51 parlamentares comparecem às Cortes Constituintes.
Os primeiros deputados do Brasil que desembarcarem em Lisboa são os da Província de Pernambuco, que prestaram juramento e tomaram assento "em Cortes" no dia 29 de agosto de 1821, sete meses após instalados os trabalhos constituintes. O primeiro a se pronunciar foi Monsenhor Francisco Moniz Tavares, na sessão de 30 de agosto, seguido de Manuel Zeferino dos Santos e Pedro de Araújo Lima, na sessão de 31 do mesmo mês. Em 10 de setembro tomaram posse os representantes da Província do Rio de Janeiro e, em seguida, foram comparecendo e tomando assento os representantes das outras províncias. A representação de Minas Gerais, a mais numerosa bancada, permaneceu no Brasil, aguardando um melhor momento político. A bancada de Mato Grosso e a bancada de São Pedro do Rio Grande do Sul também não compareceram às Cortes, em Lisboa.
No Brasil, somente em 1824, D. Pedro I outorgou a primeira Constituição do Brasil, criando assim a Câmara dos Deputados e o Senado.
Em 1826, o Deputado José Clemente Pereira apresentou o primeiro projeto de lei que proíbe o comércio de escravos.
Em 1828, foi eleito o primeiro deputado negro, Antonio Pereira Rebouças, filho de um alfaiate e uma escrava liberta.
Em 1933, foi eleita a primeira deputada federal do Brasil, Carlota Pereira de Queirós.
Em 1982, Cacique Xavante Mário Juruna foi eleito o primeiro indígena deputado federal.

## Escolha e funções
Nas eleições majoritárias, o candidato eleito é aquele que tem mais votos, é assim para eleger o presidente da República, senadores, governadores e prefeitos, porém os deputados são eleitos pelo sistema proporcional, o voto em determinado candidato a deputado contribui para os demais candidatos a deputado do mesmo partido ou federação. Cada partido elege um número de candidatos a deputado proporcional ao número total de votos que recebeu em todos os seus candidatos a deputado, além dos votos na própria legenda.

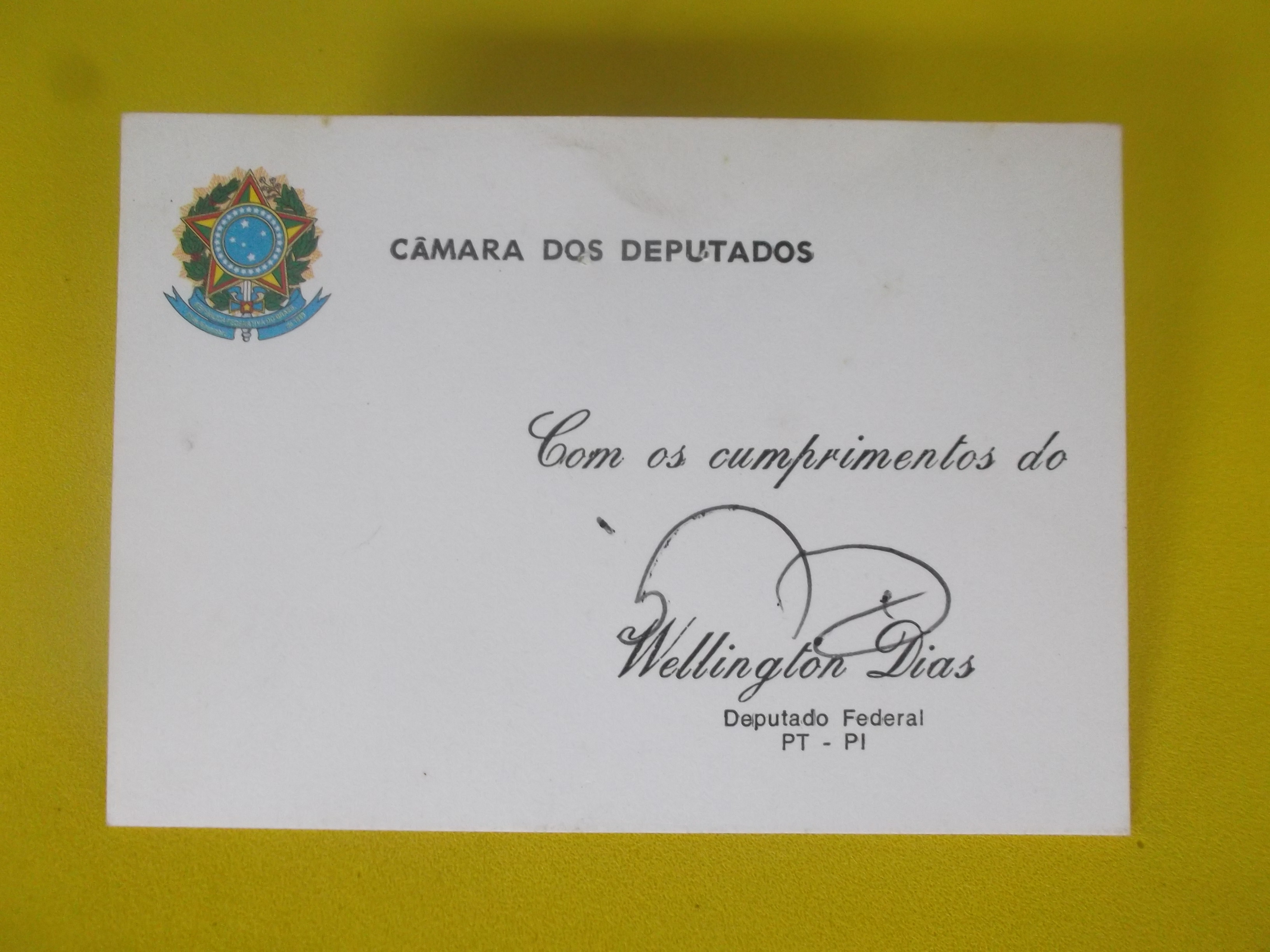
Cartão-cerimonial de deputado federal

Os atuais 513 integrantes da Câmara dos Deputados são eleitos a cada quatro anos juntamente com a eleição presidencial, as vagas são divididas por estados e pelo Distrito Federal e definidas por lei complementar, o número mínimo de deputados por estado são oito e máximo de setenta deputados por estado.
O deputado federal tem duas atribuições principais, estabelecidas na Constituição: legislar e fiscalizar. O deputado pode:
- Propor novas leis e sugerir a alteração ou revogação das já existentes, incluindo a própria Constituição. As propostas são votadas pelo Plenário – ou pelas comissões, quando for o caso. Qualquer projeto de iniciativa do Executivo passa primeiro pela Câmara, antes de seguir para o Senado.
- Discutir e votar medidas provisórias, editadas pelo governo federal, mas nem todas as propostas são votadas no Plenário, muitas são decididas nas comissões temáticas da Casa.

## Críticas ao sistema proporcional
Costuma ocorrer uma distorção neste sistema devido ao fato de que alguns políticos recebem tantos votos que outros candidatos da mesma coligação (ou partido, quando não coligado) podem acabar eleitos mesmo tendo votação irrisória. Isso ocorre porque o sistema é elaborado de forma a valorizar as bancadas dos partidos e não simplesmente as candidaturas pessoais.
Para definir o número total de vagas a serem preenchidas por determinado partido, os votos de todos os candidatos de cada partido e os votos de legenda são contabilizados juntos, agregados. Após a determinação do número de vagas que cabe a cada partido, os políticos são nomeados para cada vaga partidária, obedecendo à ordem de classificação por quantidade de votos individuais. Desta forma um partido pode conseguir muitas cadeiras no congresso devido a grande votação de um único político. Esses políticos são chamados "puxadores de votos". Os votos de todos os não eleitos do partido, porém, também são transferidos para os de cima, para ajudar a aumentar a bancada do partido.

## Propostas de reforma
Um dos argumentos mais fortes pela redução do número de deputados e senadores é a relação custo-benefício da manutenção da atual estrutura do Congresso, ponderando-se que o Legislativo custa muito caro para o retorno que dá para a sociedade.
Em 2009, o Projeto de Decreto Legislativo (PDC) 1349/08 do então deputado Clodovil Hernandes (PR-SP) foi analisado pela câmara e previu a realização de plebiscito para decidir se o número de deputados federais deveria ser reduzido de 513 para 250. 
Clodovil argumentava que, com a redução do número de seus integrantes, a Câmara dos Deputados seria mais eficiente, e as decisões legislativas seriam mais aceleradas, o projeto seguiu para análise pela Comissão de Constituição e Justiça e de Cidadania (CCJ) antes de seguir para o Plenário.
Em 2015, a PEC 106/2015, de autoria do ex-deputado Jorge Viana (PT-AC), chegou a receber 1,8 milhão de votos favoráveis em enquete no portal e-Cidadania, mas acabou arquivada.
O senador Alvaro Dias (Podemos-PR) afirma que desde 1999 apresenta projetos para reduzir o número de parlamentares no Brasil porém os próprios parlamentares se negam a aceitar uma redução visto que isso reduziria as chances de eles serem eleitos ou reeleitos.
Infelizmente o corporativismo impede a aprovação [...] Eu acabo sempre tendo menos apoio político. Obviamente [apresentar esse tipo de proposta] ajuda a melhorar o conceito na opinião pública. Mas no parlamento é desgastante.— Álvaro Dias
Na Câmara, o deputado Pedro Cunha Lima pediu que a PEC 431/2018, de autoria do ex-deputado Nilson Leitão (PSDB-MT), seja desarquivada, a proposta também visa diminuir o número de senadores, deputados federais, estaduais e distritais.

## Privilégios do estatuto
Os deputados federais têm os seguintes direitos e benefícios: 
Salário
O salário mensal de um deputado federal é de 33,763 reais (2022), corresponde a vinte e sete salários mínimos (2022).
Cota para o Exercício da Atividade Parlamentar (Ceap) ou "cotão"
É a cota parlamentar, para despesas relativas ao exercício das atividades do mandato. Representantes do Distrito Federal podem acessar 30,788 reais por mês, já os de Roraima recebem 45,612 reais mensais.
Ajudas de custo
Anteriormente "auxílio-paletó", foi alterado para ser um salários adicional no início e outro no final do mandato, no mesmo valor do salário do deputado.
Auxílio-moradia
O auxílio-moradia cai diretamente na conta do parlamentar e pode ser de até 4,253 reais mensais.
Apartamento funcional
Opção para o parlamentar que não quer o reembolso do auxílio-moradia.
Atendimento médico e odontológico
O Departamento Médico da Câmara (Demed) é responsável por oferecer atendimento médico e odontológico aos ex-deputados e deputados em exercício e seus familiares que podem ser incluídos como dependentes no Imposto de Renda têm direito de utilizar o departamento. Se quiser, o parlamentar pode aderir ao Plano de saúde dos funcionários da Câmara, pagando quatrocentos e vinte reais por mês, com direito a rede conveniada nacional e a filhos e cônjuge como dependentes. Também é paga a participação de 25% sobre o valor da despesa médica realizada. Mesmo com plano médico, os parlamentares podem ser restituídos, isto é, receberem reembolso por gastos com saúde, o reembolso só é concedido para despesas de saúde do próprio deputado.
Cota gráfica
Podem usar o serviço gráfico da Câmara (impressão de documentos, cartões, pastas, papel timbrado e envelopes. etc.).
Verba de gabinete
É a verba usada para contratar até vinte e cinco secretários para trabalhar no gabinete do deputado, em Brasília ou no estado, o valor mensal da verba é de até cento e 6,866,6. A remuneração do secretário pode 980,8 mensais até 15,022,32.
Aposentadoria especial
A lei do Plano de Seguridade Social dos Congressistas (PSSC) prevê aposentadoria com proventos proporcionais ao tempo de mandato. Nesse caso, os proventos serão calculados à razão de 1/35 (um trinta e cinco avos) por ano de mandato. No entanto, é obrigatório preencher os requisitos de 35 anos de contribuição e 60 anos de idade.